# Le Festin de Balthazar (Martin)
Pour les articles homonymes, voir Le Festin de Balthazar.
Le Festin de Balthazar est un tableau réalisé par le peintre britannique John Martin en 1820. Cette huile sur toile est une peinture religieuse qui illustre un épisode du Livre de Daniel, l'apparition d'une étrange inscription d'origine divine à l'occasion d'un banquet organisé par le roi Balthazar avec de la vaisselle pillée dans le temple de Jérusalem. La scène est représentée dans un très vaste palais dominé par de hautes tours, alors que le panique s'empare des foules invitées. L'œuvre est conservée au Centre d'art britannique de Yale, à New Haven, dans le Connecticut, aux États-Unis. 